# Добро Брдо
Добро Брдо је насељено место у Босни и Херцеговини у општини Доњи Вакуф које административно припада Федерацији Босне и Херцеговине. Према попису становништва из 1991. у насељу је живјело 269 становника.

## Становништво
По последњем службеном попису становништва из 1991. године, у насељу Добро Брдо живело је 269 становника. Становници су претежно били Муслимани.
| Националност | 1991.        | 1981. | 1971. |
| Муслимани    | 229 (85,45%) |       |       |
| Срби         | 39 (14,55%)  |       |       |
| Укупно       | 268          |       |       |